# Soita psiloides
Soita psiloides är en tvåvingeart som beskrevs av Walker 1865. Soita psiloides ingår i släktet Soita och familjen borrflugor. Inga underarter finns listade i Catalogue of Life.